# Savoir
 (juin 2016).
Si vous disposez d'ouvrages ou d'articles de référence ou si vous connaissez des sites web de qualité traitant du thème abordé ici, merci de compléter l'article en donnant les références utiles à sa vérifiabilité et en les liant à la section « Notes et références ».
Le savoir est un ensemble de connaissances ou d'aptitudes reproductibles, acquises par l'étude ou l'expérience.

## Définitions
En français, les termes de connaissances et de savoir sont employés alors que, par exemple, l'anglais utilise knowledge dans tous les cas. Ce décalage a une origine ancienne puisque le mot provient du latin sapere, verbe qui employé intransitivement indiquait une entité qui possédait une saveur. Il n'y avait donc alors pas de référence au moindre processus cognitif. Ce n'est qu'au Moyen Âge qu'émergea le sens actuel après avoir transité par une forme figurée désignant une personne en quelque sorte « informée ». À partir de cette époque, le fait de savoir fut considéré comme une attestation ou garantie de sagesse, association qu'on retrouve de nos jours sous la forme de la confusion traditionnelle entre le savoir et l'intelligence ; des oppositions telles que « tête bien pleine » et « tête bien faite » rappelant que les choses ne sont pas si simples.
Tout comme savoir et connaître ne s'emploient pas dans les mêmes contextes, on distingue savoir et connaissance :
- Le savoir : Pour Littré (1877), ce terme ne s’employait qu’au singulier et était défini comme « Connaissance acquise par l'étude, par l'expérience[1] ». Le Trésor de la langue Française informatisé (TLFi) amplifie cette définition : « Ensemble des connaissances d'une personne ou d'une collectivité acquises par l'étude, par l'observation, par l'apprentissage et/ou par l'expérience [2]. »
- La connaissance : connaissance d’une langue, d’une discipline. Ce terme s’emploie généralement au pluriel : connaissances usuelles, connaissances pratiques, base de connaissances, etc.

### Définition négative (par opposition au domaine de la croyance)
Savoir et connaissance s’opposent au domaine de la croyance. Le savoir se distingue par divers traits d'un ensemble de connaissances en particulier par la dimension qualitative : l'acquisition d'un savoir véritable suppose un processus continu d'assimilation et d'organisation de connaissances par le sujet concerné, qui s'oppose à une simple accumulation et rétention hors de toute volonté d'application. Au niveau individuel le savoir intègre donc une valeur ajoutée en rapport avec l'expérience vécue et de multiples informations contextuelles. Chaque personne organise et élabore son savoir en fonction de ses intérêts et besoins ; la composante consciente et volontaire de cette élaboration s'appelle la métacognition. La plupart des « savoirs » individuels sont naturellement utiles à l'action, à sa performance, sa réussite : « Savoir, c'est pouvoir ! ». C'est aussi sur des mises en situation que reposent les meilleures évaluations du savoir alors que des tests basés sur la seule restitution d'informations ne garantissent pas sa qualité et par conséquent sa valeur. De même, le savoir se rend plus visible et pratique sous le nom de « savoir-faire ». Les savoirs les plus intellectuels reposent sur l'appropriation ou création de concepts, en parallèle avec le développement des « savoirs scientifiques » ou de la philosophie. La notion de "savoir-être", quant à elle, utilisée notamment dans le champ de la formation des adultes renvoie aux attitudes et comportements qu'un sujet met en œuvre pour s'adapter à un milieu.
Si le savoir est à l'origine une composante personnelle et individuelle, le concept s'étend naturellement à toute entité capable d'une capitalisation analogue de son expérience :
- les autres animaux et autres organismes « savants » ;
- les communautés ou groupes humains et donc l'humanité dans son ensemble ; on parle de « savoirs traditionnels », « savoirs spécialisés », « savoir de l'Humanité », etc. ;
- certains systèmes informatiques, sans que cela pose l'équivalence du savoir humain et du savoir de la machine nommée telle qu'il est mis en œuvre dans un système expert ;

Chaque communauté repose sur un savoir partagé ; c'est une composante de son identité. Le poids et la reconnaissance de ce savoir et donc du savoir présentent des formes variables, mais le sort de la communauté est généralement lié à la conservation de ce patrimoine immatériel. Au sein des sociétés et cultures, l'éducation a pour mission d'aider à l'appropriation du savoir collectif élémentaire, on parle ainsi d'acquisition d'un socle commun, l'enseignement complétant l'acquisition de connaissances et savoir-faire disciplinaires, pendant que la formation professionnelle est chargée de la transmission des savoirs professionnels.
Le savoir se présente donc généralement comme une valeur collective ; une ressource de nature immatérielle. De ce point de vue, laissant provisoirement de côté l'insaisissable dimension psychologique, cette valeur prend l'allure d'un bien et même d'un « bien économique ». On réifie donc cette réalité en la matérialisant dans le langage. On parle donc de :
- acquisition du savoir, accès au savoir, appropriation des savoirs ;
- transmission du savoir, échanges de savoirs, partage du savoir, circulation du savoir ;
- gestion du savoir (GS), maîtrise des savoirs, valorisation des savoirs.

Selon les époques et les cultures, la conservation du savoir et la transmission des connaissances s'appuient sur la communication orale et l'expression écrite. Des « entrepôts du savoir » sont créés et entretenus comme mémoire collective : bibliothèque, centres de documentation.
Dans une certaine mesure, le savoir se transmet de manière informelle par la communication entre pairs ou interaction entre membres de statuts comparables. L'efficacité de la transmission étant pour une part fonction de la plasticité mentale de l'apprenant, elle-même fonction de son âge en particulier, la pédagogie étudie les conditions de ces transmissions entre novices et apprenants et leurs maîtres ou professeurs plus expérimentés ou plus savants. Selon Cristol (2018), les moyens numériques favorisent l'accès à une masse de données, un enrichissement et une circulation accélérée d'informations. Le savoir peut désormais être distingué entre d'une part savoir-stock, il s'agit d'un savoir validé, cumulé dans la durée, dument validé qui creuse un sillon disciplinaire  et d'autre part un savoir-flux, il s'agit d'un savoir qui organise des liens qui se modifie rapidement dont la validité est constamment revue grâce à une circulation et des corrections rapides.

## Gestion du savoir
La gestion du savoir (GS) a pour objectif la valorisation du savoir au sein d'une entreprise ou d'une organisation pour de meilleures performances. Elle se compose de pratiques diverses soutenant la création de savoirs, l'organisation du savoir collectif et les capacités de son exploitation par les personnels. Ce secteur a commencé à émerger en fin des années 1980 quand la quantité d'informations disponibles s'est avérée excéder les capacités de leur intégration par les organismes.
La gestion doit s'appuyer sur une « culture du savoir » partagée par la communauté et rester en phase avec cette dimension. « Rétention d'informations », « culte du secret », etc., sont des réflexes qui doivent parfois être modérés avant tout autre objectif. D'un certain point de vue, la GS est à la Connaissance, ce que l'Information est au système d'information de l'entreprise. Les facteurs humains, sociaux doivent toujours être pris en considération pour une bonne compréhension de la démarche et la reconnaissance de sa légitimité : c'est l'ensemble de la structure qui doit se penser comme « organisation apprenante ». Le savoir doit être perçu comme la possibilité de prestations ou de produits de qualité supérieure.
La gestion du savoir s'attache d'abord à expliciter le « capital intellectuel » des employés en association avec la « mémoire » organisationnelle. Les investigations et initiatives nécessaires doivent valoriser simultanément la place du savoir de chacun au sein de l'activité. Cela comprend : 
- la mise en formes explicites de savoir-faire implicites. On se demandera en particulier quel est le déficit de la « mémoire organisationnelle » en cas d'absence ou de départ de tel ou tel employé. On peut parler de « savoir instable ».
- le recensement de multiples formes de compétence restées méconnues, sans se restreindre au secteur d'activité ou au cadre professionnel. Cela rejoint naturellement les démarches de validation des acquis professionnels et la détermination des parcours de formation. On peut parler de « savoir méconnu » plutôt que de « savoir caché » (qui relèverait plutôt des secrets professionnels et apparentés).

À ce stade, les grandes lignes d'une « cartographie du savoir » peuvent déjà être déployées ; la confrontation de cette carte avec la structure et fonctionnement de l'organisation peut permettre de relever ses faiblesses du point de vue de la valorisation du savoir (gestion des ressources humaines).
Alors, selon l'organisme concerné, une dynamique de création de savoirs doit être progressivement mise en place. Cette démarche pourra à un autre niveau accompagner ou soutenir toutes les modalités de changement de l'organisation (logique de projet, évolutions et mutations). Il s'agit donc de développer et consolider les formes de communication (échanges d'idées) et de créativité en les orientant vers la réalisation de ressources pérennes réutilisables.
La gestion du savoir peut être ainsi conçue comme la zone commune à la veille informationnelle et à l'information et communication internes. La complexité de ces processus requiert des investissements dans les technologies de l'information. L'informatique est employée aux différents stades de la valorisation du savoir, en particulier dans la gestion et la communication de la documentation et autres mises en forme des connaissances.
Une fois les savoirs inventoriés et préservés dans un processus d'accroissement continu, il faut garantir l'accès de tous à ces ressources, pour finalement vérifier et soutenir leur usage dans les pratiques effectives. Pour les grandes organisations au moins, le modèle global peut être une espèce de « marché du savoir » où l'offre et la demande devraient coïncider et satisfaire à tout moment les besoins des producteurs et des consommateurs. Cette adéquation ne doit pas être uniformisante et façonner un employé moyen, mais au contraire se préoccuper notamment de l'accessibilité d'un même savoir à des « clients » très divers.
Comme il a été dit, les facteurs psychologiques, les composantes relationnelles, ne doivent jamais être sous-estimées à tous les stades de la valorisation du savoir, au risque de voir surgir des réactions et des désordres imprévus bien contraires à l'intention première. Il ne faut pas oublier que l'élaboration ou acquisition d'un savoir véritable demande du temps, de la disponibilité et donc avant toute chose une réelle motivation ; motivation qui peut se nourrir du gain d'autonomie qu'apporte à toute personne une meilleure gestion de son savoir propre. On n'oubliera pas non plus que l'organisation peut n'avoir aucun intérêt à maintenir certains savoirs. Comme tout acteur social, elle peut « ne rien vouloir savoir » de certains de ses propres défauts, ou de son propre passé. Elle peut vouloir ignorer qu'elle n'est pas seulement une machine à profit, mais aussi partie prenante d'une société
d'êtres humains qui ne sont ni des clients ni des employés, mais des concitoyens. Mais il est sans doute inhérent à toute institution humaine de ne bâtir ses propres savoirs qu'en en refusant d'autres.

## Les transmissions des savoirs
Les savoirs sont distingués de multiples manières par l’anthropologie sociale et culturelle. On peut distinguer notamment les savoirs implicites et explicites, les savoirs techniques (savoir-faire) et les savoirs idéels (mythes et cosmogonies), les savoirs partagés et les savoirs réservés.
Cependant la transmission des savoirs n'équivaut pas à la réplication de ceux-ci car elle est toujours œuvre d'interprétation, contribuant ainsi (délibérément ou non) au changement individuel, social et politique.

### La transmission des savoirs implicites
Les savoirs implicites sont des connaissances qui sont acquises par l'expérience ou le vécu et qui ne sont pas explicitement formulés. On pourrait dire par exemple que le savoir-faire d'un ouvrier qualifié est un savoir implicite. Les chercheurs en sciences cognitives, et notamment la psychologue américaine Kathryn Schulz, proposent de définir les savoirs implicites comme des connaissances qui sont acquises par l'expérience ou le vécu et qui ne sont pas explicitement formulés. Ces connaissances peuvent être liées à une expérience personnelle ou professionnelle (savoir-faire) mais aussi être liée à une culture partagée. Ce savoir implicite est souvent transmis par l'exemple, la participation ou encore le tutorat.

### La transmission des savoirs explicites
Contrairement aux savoirs implicites, les savoirs explicites sont des connaissances qui sont formulées et codifiées. On pourrait par exemple dire que le savoir d'un ouvrier qualifié peut être codifié sous forme de manuel technique. Les savoirs explicites sont donc souvent transmis par l'écrit et la parole.

## Les formes du savoir
- Tradition orale,
- Encyclopédie,
- Atlas,
- Formulaire,
- Nomogramme, Abaque,
- Traité. C'est un ouvrage à but pédagogique qui présente un savoir d'une manière qui se veut complète et exhaustive. Selon les domaines, les traités peuvent prendre des formes particulières :
  - En architecture - Traité d'architecture,
  - En littérature - Traité (littérature).

## Proverbes sur le savoir
- « Le savoir sans patience est comme une bougie sans lumière. » Proverbe persan[5].
- « Le savoir n'est pas difficile, seule sa mise en pratique l'est. » Proverbe chinois[6].